# Maria Helena Dutra

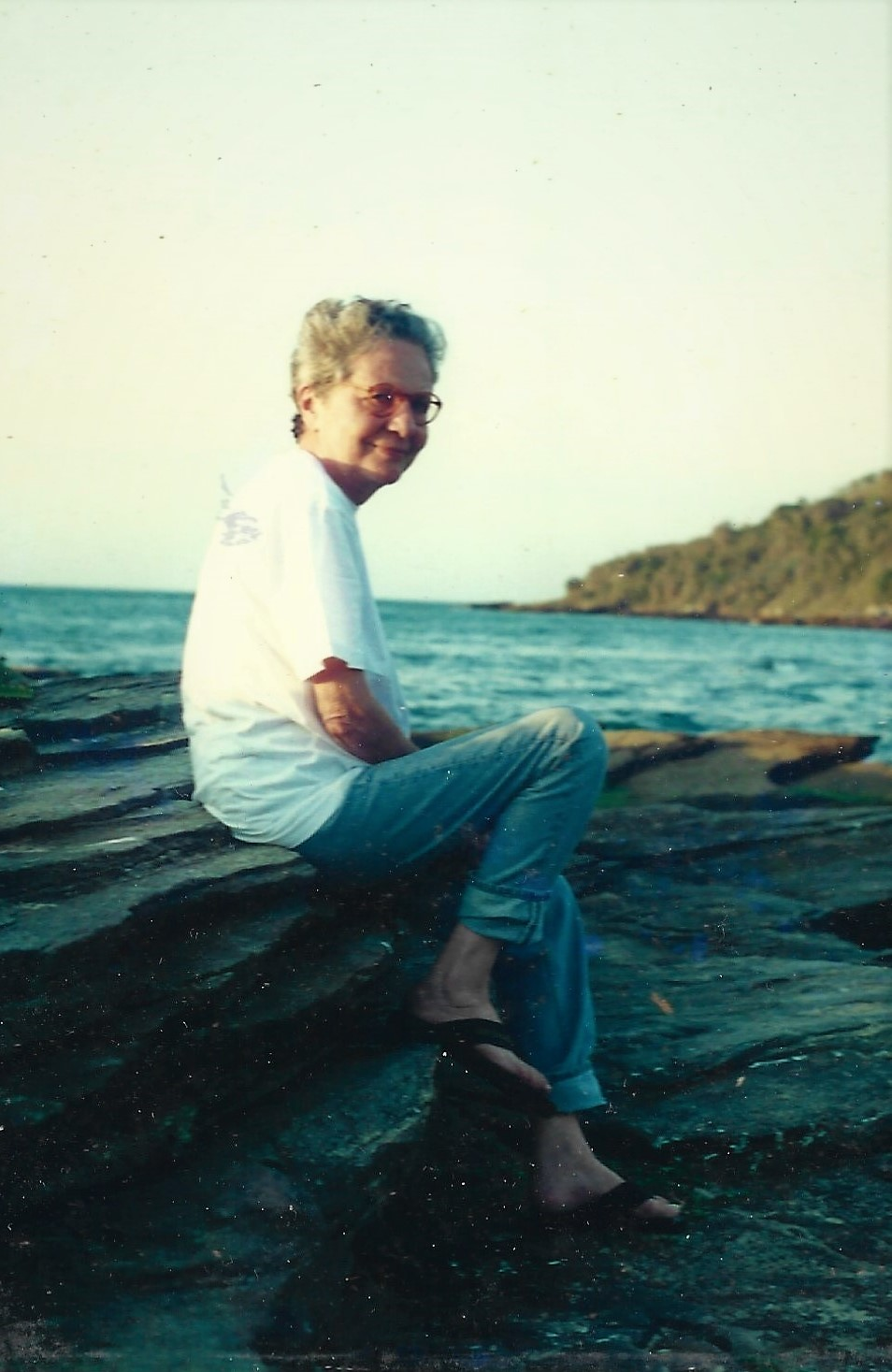
Fotografia de Maria Helena Dutra, acervo pessoal, ano 2000.

Maria Helena Braga de Araújo, conhecida como Maria Helena Dutra (Rio de Janeiro, 31 de Julho de 1936 – Rio de Janeiro, 8 de fevereiro de 2008) foi uma jornalista e crítica de televisão brasileira.
Começou a carreira de jornalista na Revista Veja em 1968, tendo sido redatora da Revista IstoÉ na década de 1970. Trabalhou também para o Jornal do Brasil e para a extinta revista Visão, além de comandar um programa de variedades na TVE.
Faleceu aos 70 anos no Hospital São Carlos, na cidade do Rio de Janeiro, vítima de câncer.